# معكوس جمعي
في الرياضيات، المعاكس الجمعي أو المعكوس الجمعي أو المقابل أو النظير الجمعي أو المقلوب الجمعي (بالإنجليزية: Additive inverse)‏ لأي عدد {\displaystyle n\,} هو العدد {\displaystyle m\,} الذي إذا أضيف إلى {\displaystyle n\,} يعطي العدد صفر 0 (العنصر المحايد في عملية الجمع).
أي أن {\displaystyle m\,} نظير جمعي ل {\displaystyle n\Longleftrightarrow 0=n+m\Longleftrightarrow n\,} نظير جمعي ل {\displaystyle m\,}.
يوجد لجميع الأعداد الصحيحة والكسرية والحقيقية والعقدية معاكس جمعي. بينما الأعداد الطبيعية والترتيبية ليس لها معاكس جمعي لأنها لا تحوي أعداد سالبة. ولكل عدد موجب معاكس جمعي سالب ولكل عدد سالب معاكس جمعي موجب ماعادا
العدد صفر لأنه عدد ليس موجب ولا سالب ومعكوسه الجمعي هو عدد ليس
موجب ولا سالب ولا يوجد عدد ليس موجب ولا سالب في مجموعة الأعداد المركبة غير العدد صفر معني هذا ان المعكوس الجمعي للعدد صفر هو صفر هذا بالإضافة إلي أن 0+0=0 أي أن العدد الوحيد الذي معكوسه الجمعي هو نفسه هو العدد صفر.

## أمثلة
- المعاكس الجمعي للعدد 7 هو العدد −7 لأن 7 + (−7) = 0.
- المعاكس الجمعي للعدد −0.3 هو العدد 0.3 لأن −0.3 + 0.3 = 0.

والعكس صحيح أي أنه إذا علمنا أن العددان a,b ينتميان إلي مجموعة الأعداد المركبة
وكان a+b=0، إذن نستنتج أن العدد a هو معكوس جمعي للعدد b والعدد b هو معكوس جمعي للعدد a.